# Diaphania brevilinealis
Diaphania brevilinealis is een vlinder uit de familie van de grasmotten (Crambidae), uit de onderfamilie van de Spilomelinae. De wetenschappelijke naam van deze soort is voor het eerst voorgesteld als Margaronia brevilinealis door William Schaus in een publicatie uit 1920.
De soort komt voor in Guatemala.